# Skenea carmelensis
Skenea carmelensis är en snäckart som beskrevs av A. G. Smith och M. Gordon 1948. Skenea carmelensis ingår i släktet Skenea och familjen Skeneidae. Inga underarter finns listade i Catalogue of Life.